# ゲット・クローサー
『ゲット・クローサー』（Get Closer）は、歌手、ソングライター、プロデューサーのリンダ・ロンシュタットが1982年にリリースした11枚目のスタジオ・アルバム。

## 略歴
1980年に前作『激愛』発売後、ロンシュタットのキャリアは10年以上携わってきたカントリーロックから遠ざかった。1980年から81年にかけて、ロンシュタットはブロードウェイの軽歌劇（『ペンザンスの海賊』 、自伝 Simple Dreams: A Musical Memoir では Operetta と表記）に参加していたが、劇に関わる間にスタンダード曲のアルバムをレコーディングしたいと言う欲求が高まっていた。1981年、ジェリー・ウェクスラーのプロデュースでアルバム Keeping Out of Mischief を録音したが、その出来栄えに満足できず、発売をキャンセルした。にもかかわらず、ロンシュタットは後にネルソン・リドルとの3部作のアルバムでこのコンセプト（および試みられたほとんどの曲）に戻るつもりだったが、レーベルとの契約を満足させるために『ゲット・クローサー』を録音し、ロンシュタットが1970年代を通じて商業的かつ重要な成功をもたらした音楽ジャンルに戻り、イギリス人ミュージシャン兼プロデューサーのピーター・アッシャーと再び一緒に働いたことがわかった。
このアルバムには以前に録音されたものの、これまでのアルバムには収録されていなかった2曲が含まれている。1曲目はジョージ・ジョーンズの "Sometimes You Just Can't Win" をリメイクしたもので、1977年6月にJ.D.サウザーがハーモニー・ヴォーカルで参加して、アルバム『夢はひとつだけ』のために録音された。もう一曲はドリー・パートンの1971年の "My Blue Tear" のリメイクで、パートンおよびエミルー・ハリスと一緒にトリオのアルバムのプランの一部として演奏されたものだが、スケジュールやレコード会社との折り合いがつかずリリースされることはなかった。このトリオのバージョンは元々は1978年に録音された（パートン、ロンシュタット、ハリスの3人は、最終的に2枚の『トリオ』のアルバムのうちの1枚をレコーディングして1987年にリリースした）。また、ジェームス・テイラーとのデュエットによる、アイク&ティナ・ターナーの "I Think It's Gonna Work Out Fine" のリメイクも収録されている。少なくとも "Tell Him" と "Get Closer" の2曲は1981年に録音された。

## 評価
| 専門評論家によるレビュー | 専門評論家によるレビュー |
| レビュー・スコア         | レビュー・スコア         |
| 出典                     | 評価                     |
| ------------------------ | ------------------------ |
| オールミュージック       | [ 2 ]                    |
| ロバート・クリストガウ   | C+                       |
| ローリング・ストーン     | [ 4 ]                    |

アサイラム・レコードは『ゲット・クローサー』を1982年の9月にリリースした
。
レビュアーたちはロンシュタットのヴォーカルに新たな自信が芽生えたと書いている。ローリング・ストーン誌のケン・タッカーは11月11日のレビューで「リンダ・ロンシュタットの声はこれまで『ゲット・クローサー』以上に良い音を出したことはない...その精神は揺るぎないものだ」と書いている。タッカーは、『パイレーツ』での彼女の転機に言及して、ロンシュタットのブロードウェイでのヴォーカルの成長は「彼女を自意識過剰にさせていない。その反対に、実際には：リンダ・ロンシュタットは、もはや技術の囚人ではない」と書いている。タッカーはアルバムのサイド2の多くを批判し、ソウル・ジャンルのオールディーズのいくつかはあまりにも丁寧に演奏されていると述べている。
ニューヨーク・タイムズ紙のスティーヴン・ホールデンもまた、ロンシュタットのアルバムでのヴォーカル・パフォーマンスを称賛し、「ミス・ロンシュタットの歌唱はとても強く、影響を受けていない」と書いている。彼はタイトル曲を「アルバムの中で最も冒険的なパフォーマンス」と呼び、ロンシュタットの「叫ぶような、うなるような高揚感」は「アレサ・フランクリンの'Respect'を彷彿とさせる」と指摘している。
商業的には、1982年後半にビルボードのアルバム・チャートで31位をピークに、50万枚以上の売り上げですぐにアメリカレコード協会からゴールドの認定を受けた。廃盤された時点までにはアメリカでの売上が90万枚を超えていた。
このアルバムのタイトル曲「ゲット・クローサー」は、スターランド・ボーカル・バンドのオリジナル・メンバーであるワシントンD.C.を拠点に活動するシンガーソングライターのジョン・キャロルが作曲したものである。この曲は、7/4拍子の珍しい拍子記号が特徴的で、後にClose-Up歯磨き粉の宣伝に使われた（「愛が欲しい？Close-Upを手に入れろ」）。
人気のMTVミュージックビデオの支援を受けて、「ゲット・クローサー」はBillboard Hot 100で29位に達し、キャッシュボックス誌のトップ20ヒットとなった。AOR（アルバム志向のロック）ラジオ局でかなりのエアプレイを獲得し、続くシングル「アイ・ニュー・ユー・ホエン」も人気のミュージックビデオに支えられて、ポップで最高37位、アダルトコンテンポラリーで25位、カントリーで84位に達した。
ロンシュタットがジミー・ウェッブの「イージー・フォー・ユー・トゥ・セイ」を魅惑的に解釈した曲は1983年春、ビルボードのアダルト・コンテンポラリー・チャートでトップ10入りを果たした。「サムタイムス・ユー・ジャスト・キャント・ウィン」はシングル「ゲット・クローサー」のB面でビルボードのホット・カントリー・ソングス・チャートの最高27位に達した。
ロンシュタットは1983年初頭、アルバムと曲「ゲット・クローサー」でグラミー賞の最優秀ポップ・ボーカル・パフォーマンス女性賞と最優秀ロック・ボーカル・パフォーマンス女性賞にノミネートされたが、それぞれメリサ・マンチェスターとパット・ベネターに敗れた。しかし、このアルバムはグラミー賞のアートディレクター賞であるベストアルバムパッケージ賞を受賞した。トロフィーは有名なデザイナー、ロン・ラーソン(Ron Larson)とコシ(Kosh)に贈られた。

## 収録曲
| #         | タイトル                                                                                                | 作詞・作曲                                                                        | 時間  |
| --------- | --- | --------------------------------------------------------------------------------- | ----- |
| 1.        | 「ゲット・クローサー Get Closer」                                                                       | ジョン・キャロル                                                                  | 2:29  |
| 2.        | 「月は無慈悲な夜の女王 The Moon Is a Harsh Mistress」                                                   | ジミー・ウェッブ                                                                  | 3:03  |
| 3.        | 「アイ・ニュー・ユー・ホエン I Knew You When」                                                          | ジョー・サウス                                                                    | 2:53  |
| 4.        | 「イージー・フォー・ユー・トゥ・セイ Easy for You to Say」                                              | ジミー・ウェッブ                                                                  | 4:03  |
| 5.        | 「ピープル・ゴナ・トーク People Gonna Talk」                                                            | ウィリアム・ホイーラー、リー・ドーシー、モーリス・レヴィー、クラレンス・L・ルイス | 2:38  |
| 6.        | 「トーク・トゥ・ミー・オブ・メンドシーノ Talk to Me of Mendocino」                                      | ケイト・マクギャリグル                                                            | 2:57  |
| 7.        | 「イッツ・ゴナ・ワーク・アウト・ファイン I Think It's Gonna Work Out Fine」(ジェームス・テイラーと共演) | ローズ・マリー・マッコイ, シルヴィア・マッキンリー                                | 4:01  |
| 8.        | 「ミスター・ラジオ Mr. Radio」                                                                          | ロデリック・テイラー                                                              | 4:07  |
| 9.        | 「嘘 Lies」                                                                                             | バディ・ランデル、ボー・チャールズ                                                | 2:35  |
| 10.       | 「テル・ヒム Tell Him」                                                                                 | バート・バーンズ                                                                  | 2:35  |
| 11.       | 「サムタイムス・ユー・ジャスト・キャント・ウィン Sometimes You Just Can't Win」(J.D.サウザーと共演)     | スモーキー・ストーヴァー                                                          | 2:30  |
| 12.       | 「マイ・ブルー・ティアーズ My Blue Tears」(ドリー・パートンおよびエミルー・ハリスと共演)                | ドリー・パートン                                                                  | 2:40  |
| 合計時間: | 合計時間:                                                                                               | 合計時間:                                                                         | 36:31 |

## パーソネル

### ミュージシャン
- リンダ・ロンシュタット – リードヴォーカル、バッキング・ヴォーカル(1, 3, 7, 10, 12)
- ビル・ペイン – ウーリッツァーエレクトリックピアノ(1)、アコースティックピアノ(2, 3, 5)、減額編曲と指揮(2)、オルガン(3)、フェンダーローズ(4, 8)、シンセサイザー(8)、キーボード(9, 10)
- リンジー・バッキンガム – アコーディオン(6)
- ドン・グロルニック – プロフェット5(7)、オルガン(11)
- アンドリュー・ゴールド – エレクトリックギター(1, 10)、アコースティックギター(6, 8)、パーカッション(7, 8, 10)、ハーモニーヴォーカル(8)、アコースティックピアノ(11)
- ダニー・コーチマー – エレクトリックギター(1-4, 9, 11)
- ワディ・ワクテル – エレクトリックギター(1, 4, 7, 10)、アコースティックギター(11)
- ダン・ダグモア – ペダルスティールギター(2, 8, 11)、エレクトリックギター(4, 7, 9)
- デヴィッド・グリスマン – マンドリン(6)
- エミルー・ハリス – アコースティックギター(12)、リードおよびバッキングヴォーカル(12)
- ボブ・グラウブ – ベースギター(1-5, 7-10)
- ケニー・エドワーズ – アコースティックベースギター(6)、ベースギター(11)
- ラス・カンケル – ドラムス(1-5, 8, 9)
- リック・シュロッサー – ドラムス(7, 10)
- リック・マロッタ – ドラムス(11)
- ピーター・アッシャー – パーカッション(8, 10)
- ジェリー・ピーターソン – サクソフォーン(5)
- ジム・ホーン – バリトンサックス(7)
- デニス・カーマジン – チェロ(6)
- パティ・オースティン – バッキングヴォーカル(1, 3)
- ローズマリー・バトラー – バッキングヴォーカル(1, 3, 9, 10)
- ジェームス・テイラー – リードおよびバッキングヴォーカル(7)
- エディ・レーマン – バッキングヴォーカル(9)
- デビー・パール – バッキングヴォーカル(10)
- J.D.サウザー – リードおよびバッキングヴォーカル(11)
- ドリー・パートン – リードおよびバッキングヴォーカル(12)

### 制作
- ピーター・アッシャー – プロデューサー(1-11)
- ブライアン・エイハーン – プロデューサー(12)
- ジョージ・マッセンバーグ – エンジニア(1-11)
- ヴァル・ギャレイ – エンジニア(1-11)
- スチュアート・テイラー – エンジニア(12)
- ニコ・ボラス、バーバラ・ルーニー、ブルース・ワイルドスタイン – アシスタントエンジニア(1-11)
- ダグ・サックス – マスタリング
- エッド・コラコウスキー – ピアノおよびギター技術者
- アーロン・ラポポート – 写真撮影
- ジョン・コッシュと ロン・ラーソン – 美術監督およびデザイン
- グロリア・ボイス – アルバムコーディネイト

スタジオ
- トラック1-11はジョージ・マッセンバーグ・スタジオ（カリフォルニア州ロサンゼルス）で録音された
- トラック12はレコード・ワン（カリフォルニア州シャーマン・オークス）で録音された
- マスタリング・ラボ（カリフォルニア州ハリウッド）でマスタリング

## チャートでの成績
| チャート(1982年)                             | 最高位 |
| -------------------------------------------- | ------ |
| 米国ビルボード・トップ・カントリー・アルバム | 19     |
| 米国ビルボード200                            | 31     |
| カナダ「RPM」トップ・アルバム                | 48     |